# DIZ Emslandlager
Das Dokumentations- und Informationszentrum Emslandlager ist aus dem Aktionskomitee für ein DIZ Emslandlager e.V. hervorgegangen, das 1981 mit wesentlicher Unterstützung ehemaliger Moorsoldaten und Häftlinge der Emslandlager gegründet wurde. Das Aktionskomitee ist ein privater, als gemeinnützig anerkannter Verein und Träger des DIZ Emslandlager. Das DIZ Emslandlager setzt sich mit der Geschichte der 15 nationalsozialistischen Zwangslager im Emsland auseinander, erarbeitet die nationalsozialistische Vergangenheit an diesem regionalen Beispiel und bezieht in seine historische Arbeit auch die Auseinandersetzung mit undemokratischen Entwicklungen und neofaschistischen Gefahren der Gegenwart ein.

## Geschichte

### Vorgeschichte
Bevor sich 1981 der Verein Aktionskomitee für ein DIZ Emslandlager, e.V. gründete, engagierten sich zivilgesellschaftliche Akteure gemeinsam mit Überlebenden für die Erinnerung an die Emslandlager. Eine erste große Veranstaltung der Gedenkstättenbewegung fand 1977 an der Universität Oldenburg statt. Die Veranstaltung stand in engem Zusammenhang mit den Bemühungen, die Universität Oldenburg nach Carl von Ossietzky zu benennen. Überlebende organisierten gemeinsam mit dem Allgemeinen Studierenden Ausschuss (AStA) der Universität Oldenburg, dem Bund der demokratischen Wissenschaftler, dem Jugendverband des Deutschen Gewerkschaftsbunds (DGB) und dem Stadtschülerrat Oldenburg Seminare und eine erste Ausstellung mit Kunstwerken, unter anderem von Ernst Walsken und Hanns Kralik. Etwa zur gleichen Zeit begannen die Geschichtsstudentinnen Elke Suhr und Oriana Sieling, lebensgeschichtliche Interviews mit Überlebenden zu führen. Im folgenden Jahr veranstalteten die Jungsozialisten im Emsland und Ostfriesland erste Gedenkveranstaltungen auf dem Friedhof Bockhorst/Esterwegen und der emsländische Journalist Hermann Vinke veröffentlichte seine Biografie über Carl von Ossietzky. Die Beschäftigung mit Carl von Ossietzky vereinte die Akteure aus Oldenburg und Emsland/Ostfriesland, so dass sie Anfang 1979 den „Arbeitskreis Carl von Ossietzky Emsland/Ostfriesland“ gründeten. Der Arbeitskreis forderte Ende 1979 ein „Dokumentations- und Informationszentrum Emslandlager“. Sowohl inhaltlich als auch personell war der Arbeitskreis somit der Vorläufer des Aktionskomitees für ein DIZ Emslandlager, e.V.

### Das DIZ Emslandlager in Papenburg
Mit der Gründung des Aktionskomitees für ein DIZ Emslandlager, e.V. 1981 konkretisierten die Akteure der Gedenkstättenbewegung ihre Ziele. Bemühungen, an den historischen Orten des Geschehens (z. B. auf dem Gelände des ehemaligen Lagers Esterwegen, das von der Bundeswehr genutzt wurde) eine Gedenkstätte einzurichten, scheiterten zunächst. Deswegen konzentrierten sich die Ehrenamtlichen zunächst auf die Erforschung der Emslandlager und die Bildungsarbeit. In den Jahren 1981 und 1982 organisierte das Aktionskomitee gemeinsam mit dem Service Civil International und dem Bremer Landesjugendamt Workcamps an ehemaligen Lagerstandorten. Das Aktionskomitee bot außerdem Lagerrundfahrten an, organisierte Seminare und Vorträge und erstellte Bildungsmaterialien für Schulen.
1984 mietete das Aktionskomitee für ein DIZ Emslandlager, e.V. mit eigenen Mitteln in Papenburg ein Haus an und konnte über Arbeitsbeschaffungsmaßnahmen zwei Mitarbeitende beschäftigen. Diese erarbeiteten in Zusammenarbeit mit der Universität Oldenburg eine erste provisorische Dauerausstellung, die 1985 eröffnet wurde. Ausgestellt wurden auch Selbstzeugnisse von ehemaligen Häftlingen und Gefangenen der Emslandlager, die Überlebende und Angehörige dem DIZ zur Verfügung stellten.

„Von Beginn an wird die Arbeit durch ehemalige Häftlinge unterstützt, sowohl politisch und finanziell wie auch durch die Abgabe persönlicher Dokumente, in den Lagern entstandener Briefe und Postkarten, Zeichnungen oder Schnitzereien.“

### Einrichtung der Dauerausstellung 1993
Der Landkreis Emsland stellte mit finanzieller Unterstützung durch das Land Niedersachsen und der Stadt Papenburg dem DIZ ein neues Gebäude zur Verfügung. Die Eröffnung fand im September 1993 im Rahmen eines internationalen Treffens ehemaliger Häftlinge statt. Hier waren Texttafeln und Lesepulte zum Thema „Lagerleben“ aufgestellt. Zahlreiche Exponate zeigten die Geschichte der Lager und ihrer Häftlinge. In einem zweiten Ausstellungsraum wurden Sonderausstellungen anderer Institutionen und eigene Ausstellungen zu verschiedenen nationalsozialistischen Aspekten im Wechsel angeboten.

### Kündigung des Büros des DIZ in der Gedenkstätte
Die Stiftung Gedenkstätte Esterwegen kündigte dem DIZ Emslandlager kurzfristig zum 15. Juni 2023 sein Büro in der Gedenkstätte. Dadurch war die Existenz des DIZ zeitweise gefährdet.

### Vorsitzende
Die Vereinsvorsitzenden waren bisher:
- 1981–1983 Heinrich Gerhard Rieke
- 1983–2001 Werner Boldt
- 2001–2024 Habbo Knoch

## Gedenkstätte Esterwegen
Ab 2009 wurde auf dem Gelände des KZ Esterwegen die Gedenkstätte Esterwegen eingerichtet. Durch ihre Gestaltung soll der Eindruck einer endlosen Moorlandschaft, einer „öden Heide“ geschaffen werden. Durch unterschiedliche Körnung des Schotters auf den Wegen werden die Todesstreifen sichtbar gemacht.
Nach dreijähriger Aufbauzeit wurde auf dem Gelände des ehemaligen Konzentrations- und Strafgefangenenlagers Esterwegen am 31. Oktober 2011 die Gedenkstätte neu eröffnet, die für alle 15 Emslandlager steht. Sie haben von 1933 bis 1945 in wechselnder Funktion bis in die Grafschaft Bentheim hinein existiert. Im Beisein des Niedersächsischen Ministerpräsidenten David McAllister wurde die Gedenkstätte in einem feierlichen Festakt offiziell eingeweiht.
Die Kosten zur Errichtung der Gedenkstätte in Höhe von 5,8 Millionen Euro teilten sich der Bund (2,5 Mio. €) sowie Landkreis Emsland, Niedersachsen und verschiedener niedersächsischer Stiftungen.
Mit der Eröffnung der Gedenkstätte gab das DIZ Emslandlager nach 26 Jahren Gedenkstättenarbeit seinen Standort in Papenburg auf. Die Mitarbeiter leisteten seitdem mit der Stiftung Gedenkstätte Esterwegen die Arbeit gemeinsam in Esterwegen. Im April 2024 mietete das DIZ neue Räume in Papenburg an.